# Myxidium ovale
Myxidium ovale is een microscopische parasiet uit de familie Myxidiidae. Myxidium ovale werd in 1993 beschreven door Kovalyova, Velev & Vladov. 